# Víxera
El Víxera - Вишера (rus) - és un riu de Rússia, afluent per l'esquerra del riu Kama. Passa pel krai de Perm. Té una llargària de 415 km i una conca de 31.200 km². Un dels afluents del Víxera, el riu Kolva, és fins i tot més llarg que ell, de manera que el sistema Víxera-Kolva arriba als 520 km.
El Víxera neix a uns 1.007 m d'altitud als Urals, prop de Poiassovi Kamen, una serralada d'uns 1.200 m. La font és a l'extrem nord-oriental del krai de Perm. Pren una direcció sud - sud-oest pel vessant occidental dels Urals, en una vall estreta. Desemboca a uns 25 km al nord-oest de Solikamsk, a l'embassament del Kama.
Es glaça des de finals d'octubre, començaments de novembre, fins a finals d'abril. És de règim principalment nival. És navegable en el seu curs inferior fins a la ciutat de Krasnovíxersk, tot i que no hi ha gaires poblacions importants al llarg del riu.

## Etimologia
Els komis anomenen el riu Viser. Els experts en la llengua Komi van notar que aquest element també es troba en els noms d'altres rius de l'Ural. AK Matveyev suposa que Víxera pot significar riu del nord o riu de la mitjanit (en llengües sami).

## Principals afluents
Els seus afluents principals són el Kolva (460 km) i el Iazva (163 km).
Principals afluents (des de la font fins a la desembocadura):
- Esquerra: Niols, Moyva, Vels, Uls, Akchim, Iazva, Vizhaikha;
- Dreta: Lypya, Yelma, Bolshaya Vaya, Pisanka, Govorukha, Kolva.

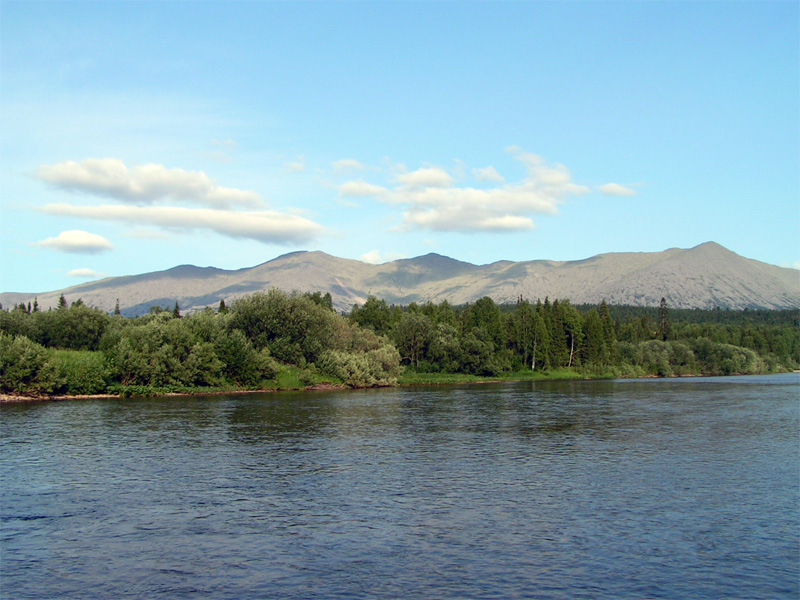
Vista de la serralada Tulymski Kamendes de la riba del Víxera
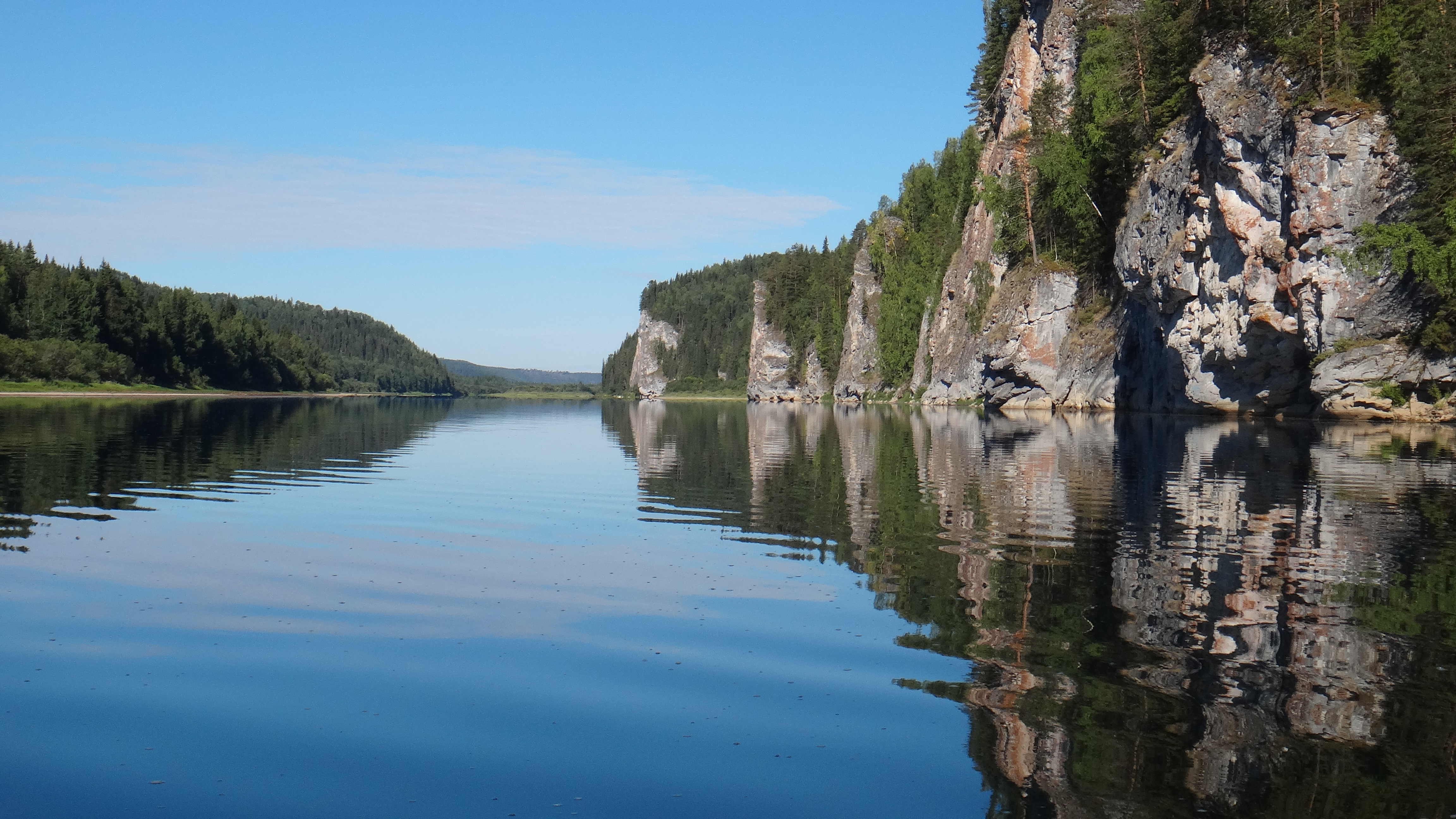
Pedres de la Víxera
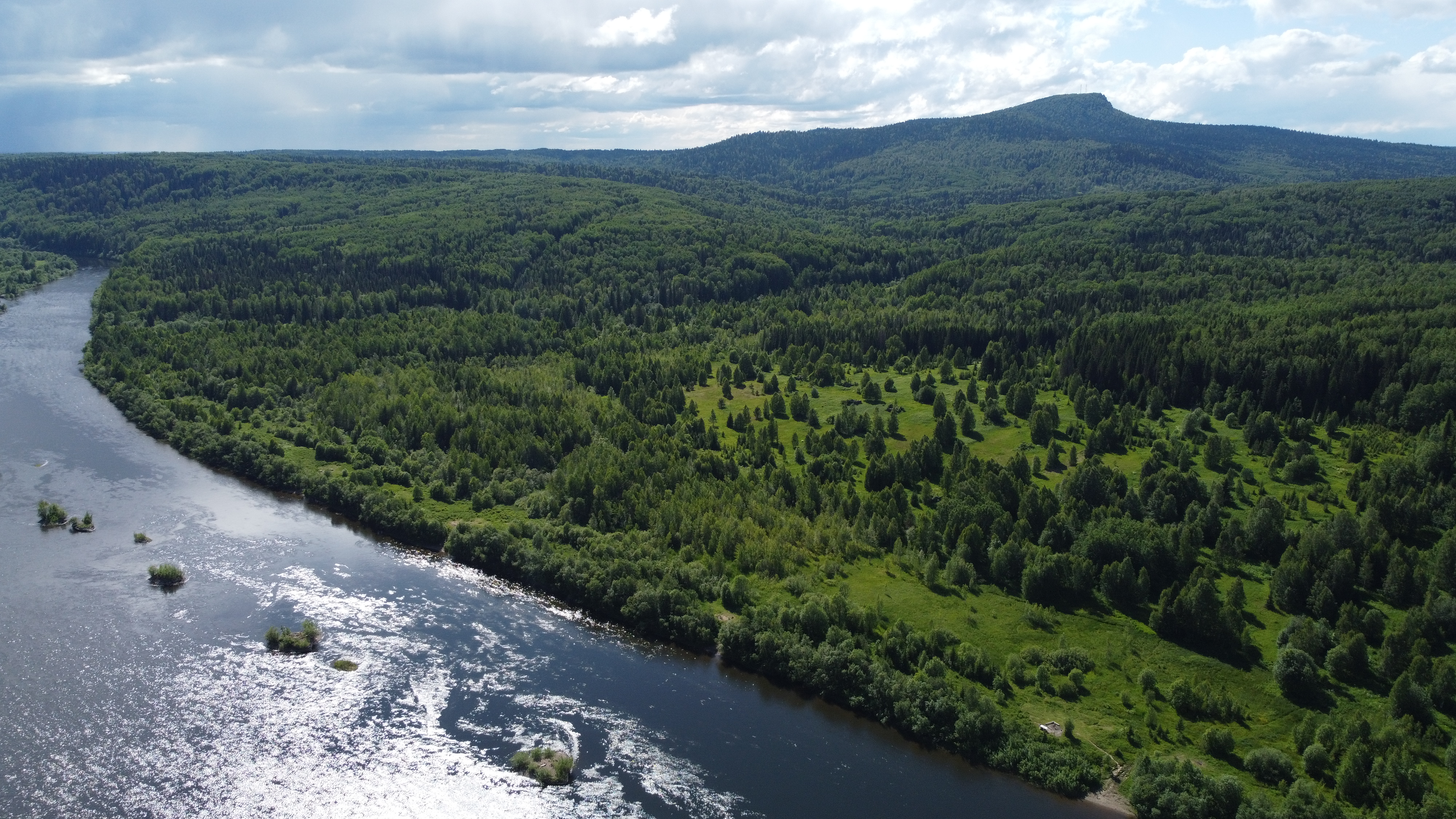
Pedra de Poludov (fotografia aèria) i riu Víxera, Krai de Perm
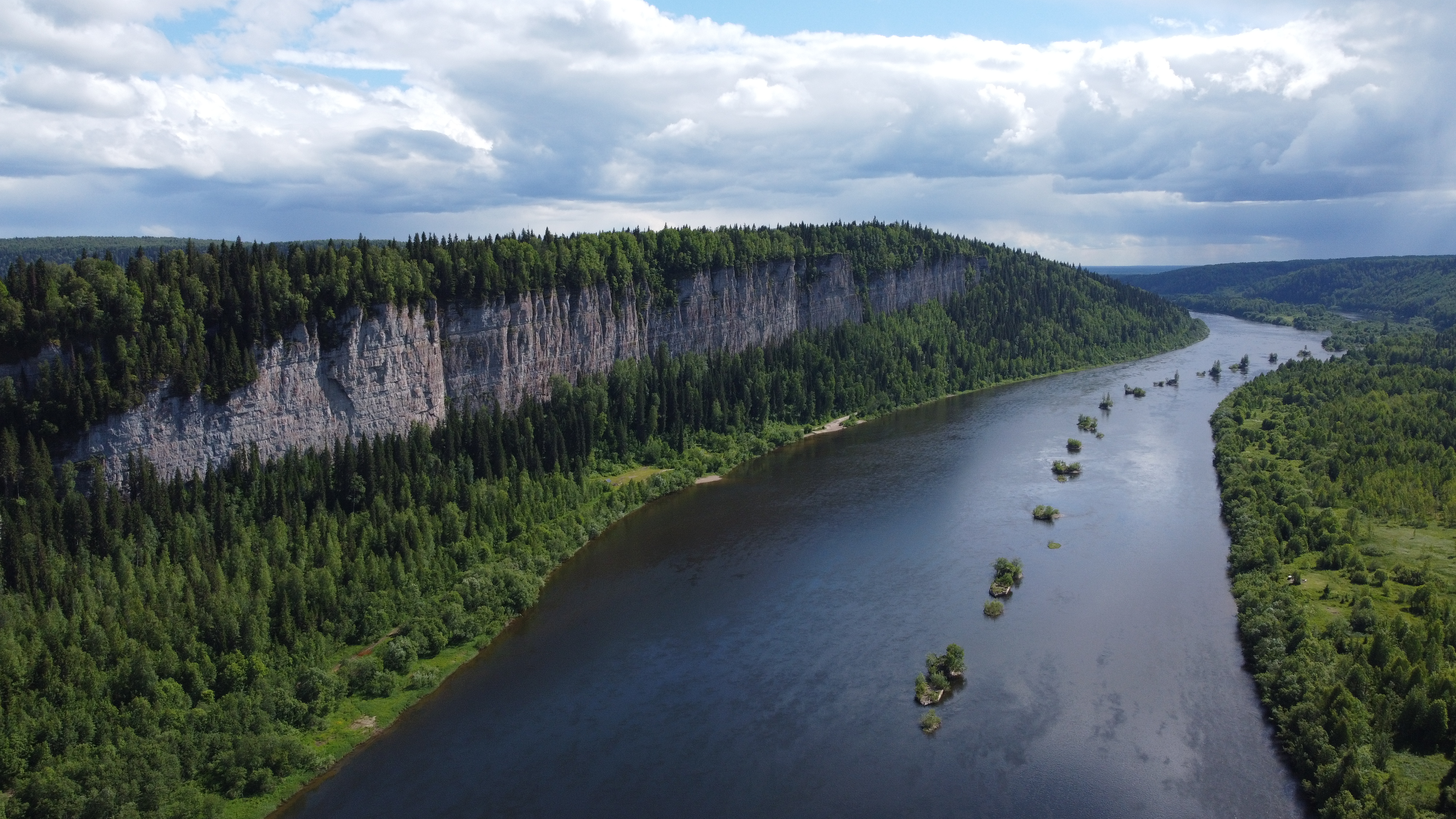
Roca de Vetlan, riu Víxera, Krai de Perm